# Proyección (grupo folclórico)
El Grupo Proyección es una conocida agrupación boliviana de música folclórica formada en la ciudad de Cochabamba, Bolivia. Su música es conocida internacionalmente, en especial en los países andinos Perú, Ecuador, Argentina, Chile, Bolivia y Colombia.

## Historia
Se funda en Cochabamba, Bolivia oficialmente el año 1979 en la escuela kjarkas dirigida por los miembros del grupo folclórico Los Kjarkas, sin embargo la mayoría de sus integrantes fueron formados en otras academias (Colegio Eduardo Laredo y Anglo Americano). Originalmente formaron el grupo «Proyección Kjarkas»;resultado de una fusión de integrantes de dos grupos de colegio,  Laredo y Anglo Americano, para ese entonces los integrantes del grupo fueron: Orlando Jiménez, Yuri Ortuño, (Fernando Torrico), Edwin Castellanos, Raúl Muriel y Mijaíl Montaño ; bajo la dirección de los hermanos Hermosa. Aunque inicialmente antes de tomar el nombre de Proyección Kjarkas era un grupo instrumental y todavía Yuri no integraba el grupo , quien cantaba ocasionalmente era Amed Silva, integrante quien no estuvo más de un año.
En 1979 se funda oficialmente el grupo en la ciudad de Cochabamba y publican dos largas duraciones "Abierto mi Corazón" y "Mis Penas". Después de un cambio en sus integrantes, en 1984 pasan a denominarse «Proyección» (A secas) en la ciudad de La Paz; los integrantes en esta etapa fueron:
- Yuri Ortuño, en la primera voz y dirección.
- Orlando Jiménez, wankara.
- Rafael Arias Paz, en la guitarra (Primera guitarra Folklórica)
- Raúl Muriel Hinojosa, en los instrumentos de viento

Posteriormente, pasan a denominarse «Proyección - La Nueva Expresión del Folklore de Bolivia», esto a partir de agosto del 1986. Su primera producción musical fue «No vuelvo a amar», grabada en 1984, dando lugar a sus primeros éxitos internacionales. En sus más de 25 años de existencia han sido ganadores del Disco de Oro, Disco de Platino, del Cántaro de Plata y otros premios más (Huéspedes Ilustres de la ciudad de Tarma, Perú). Varios de sus éxitos han sido grabados por otros artistas: «Secreto Amor»  por el grupo de roquero Jade y grupos argentinos; «Sambos de Corazón» por los  Tekis de Argentina,  «Paloma del Alma Mía» por el grupo peruano de cumbia Agua Marina .
Los ritmos ejecutados por la agrupación son muy diversos, van desde los ritmos folclóricos bolivianos hasta ritmos folclóricos de otros países latinoamericanos. A partir de 1994 con motivo de la Copa Mundial de Fútbol de dicho año, son invitados a los Estados Unidos a una gira para la comunidad boliviana que ese año tenía el honor de que su Selección Nacional participara en el evento; a partir de ese momento las puertas del resto del mundo les fueron abiertas: España, Italia, Suiza, Austria Y Suecia.
A inicios del 95, su líder, vocalista y uno de sus fundadores, Yuri Ortuño León, se separa definitivamente de la agrupación y es reemplazado por Boris Flores Crespo, quién es invitado por Ariel Villazón y Orlando Jiménez. Asimismo, el charanguista peruano Miguel Mengoa, se aleja del grupo y se incorpora al afamado Grupo Los Kjarkas. A partir de ese momento el grupo empieza una reestructuración gradual que le permite conseguir nuevos éxitos, conformando una agrupación sólida y afianzada preparada para nuevos desafíos. Los integrantes actuales llevan más de 14 años sin cambios, únicamente los integrantes de back round (apoyo) han cambiado; entre ellos Gonzalo Arispe (bajo), Rolando Cahuana (Bajo), Sergio Rodríguez (Bajo) y Adalid Espinoza (Percusión latina).
El año 2013 lanzan su nuevo disco "Más razones para seguir", del cual se destacan: "Mi Candor" de Juan Carlos Rodríguez, que es una reedición de la interpretada por el grupo INKALLAJTA en la voz de Ana Cristina Céspedes, "Llegará" en ritmo de tobas, "Se Termino" un caporal dedicado al fin de un amor, "La interesada" en ritmo de morenada y "Volver a mi país" .
Para el 2016 promocionan el primer tema de su próxima producción "Volví al amor" que estará en el disco del 2019 "Vuelve a volar"

## Integrantes

### Antiguos
- Yuri Ortuño - Primera voz, ronroco
- Rafael Arias Paz - Guitarra
- Raúl Muriel Hinojosa - Vientos
- Adolfo Rodríguez García - Vientos
- Alfredo Coca - Charango
- Gustavo Fajardo
- Eduardo Yáñez - Guitarra
- Miguel Mengoa - Guitarra, charango
- Álvaro Clavijo - Guitarra
- Wilson Molina (cantante que estuvo pocos meses antes que Boris Flores)
- Edwin Castellanos (Proyección Kjarkas)- guitarra
- Fernando Torrico (Proyección Kjarkas) - guitarra

### Integrantes actuales
- Orlando Jiménez Tardío - Fundador y director. Percusionista.
- Ariel Villazón Torrico - Charanguista.
- Boris Flores Crespo - Primera voz - Ronroco.
- Ramiro Taborga Cadima - 1.ª Guitarra.
- Juan Gorena Aguilar - Vientista.
- Juan Carlos Rodríguez Clavijo - 2.ª Guitarra.

## Discografía
| Discografía de Proyección Kjarkas |                    | |                                                                                               |
|                                   |                    | |                                                                                               |
| Año                               | Disco              | Canciones | Integrantes                                                                                   |
| 1981                              | Proyección Kjarkas | 01 - Abierto mi corazón (Huayño / Bony Alberto Teran) 0:00 02 - Carnavaleando (Carnaval / Ulises Hermosa) 3:00 03 - Ojos negros (Carnaval / Nicolas Menacho) 5:10 04 - Tarajchi (Chuntunqui / Ulises Hermosa) 7:41 05 - Llaullillay (Huayño / Graciano Puente de la Vega "Peru") 11:20 06 - Samay (Tonada / Gonzalo Hermosa) 14:36 07 - Mozita camargueña (Cueca/ Gonzalo Hermosa) 16:40 08 - Los mineros Instrumental (Huayño / DR Alberto Arteaga) 20:04 09 - La vi por vez primera (Kaluyo / Teófilo Vargas) 22:42 10 - Siempre he de adorarte (Chuntunqui / Ulises Hermosa) 25:04 11 - Esperando el carnaval (Huayño / Gonzalo Hermosa) 27:37 12 - Carnaval Vallegrandino (Carnaval / DR Folk. Bolivia) 31:05 | Orlando Jiménez Tardio, Yuri Ortuño Leon, Fernando Torrico Cabrera, Edwin Castellanos Mendoza |
| 1983                              | Mis Penas          | 01 - Por que te he querido (Huayño / DR Hilda Vargas) 02 - Los Mineros (Huayño / DR Alberto Arteaga) 03 - Santo Cristo (Cueca / Alberto Ruiz Lavadenz) 04 - Tu, solo tu (Chuntunqui / Rafael Arias) 05 - Valluno borracho (Kaluyo / Faustino Pinaya) 06 - Mis penas (Kaluyo / Rafael Arias) 07 - Los Mineros Instrumental (Huayño / DR Alberto Arteaga) 08 - La Promesa (Cueca / Cesar Espada) 09 - Si tu regresas (Saya Caporales / Edwin Castellanos) 10 - Jocheo (Carnaval / Edwin Castellanos-Mijail Montaño) | Orlando Jiménez Tardio, Yuri Ortuño Leon, Fernando Torrico Cabrera, Edwin Castellanos Mendoza |

| Discografía de Proyección |                                  | | |  |
|                           |                                  | | |  |
| Año                       | Disco                            | Canciones | Integrantes |  |
| 1984                      | No vuelvo a amar                 | 01 - No vuelvo a amar (Huayño / Ramiro de la Zerda) 02 - Cachafaz (Taquirari / Godofredo Núñez) 03 - Ríe corazón (Kaluyo / Raúl Shaw Moreno) 04 - Sajsahuaman (Huayño / DR Folk. Peru) 05 - No soy del todo pobre (Huayño / DR Folk. Bolivia) 06 - Triste corazón (Saya Caporales / Rafael Arias) 07 - Carnavalito tradicional (Carnavalito / DR Folk. Bolivia) 08 - Paloma querida (Kaluyo / DR Yuri Ortuño) 09 - Sandrita (Cueca / Humberto Iporre Salinas) 10 - Tu, mi vida (Kaluyo / Rafael Arias) | Orlando Jiménez Tardio, Yuri Ortuño Leon, Raúl Muriel Hinojosa, Rafael Arias Paz                                      |  |
| 1986                      | Ámame                            | 01 - Amame (Huayño / Yuri Ortuño) 02 - Tu.. lo mereces (Chuntunqui / Yuri Ortuño) 03 - Ñucallajta (San Juanito / DR Folk. Ecuador) 04 - Ajena a mi (Huayño / Yuri Ortuño) 05 - Sublime amor (Trote / Yuri Ortuño) 06 - Paloma del alma mia (Pasacalle / Ana C.Céspedes) 07 - Siento en el alma (Taquirari / Raúl Shaw Moreno) 08 - Me he resignado (Huayño / Severo Damian A. "Peru") 09 - Lamentos (Cueca / Miguel Angel Valda) 10 - Flor de caña (Carnavalito / Enesto Cavour-Lucho Cavour) | Orlando Jiménez Tardio, Yuri Ortuño Leon, Alfredo Coca Antezana, Adolfo Rodriguez García, Gustavo Fajardo             |  |
| 1987                      | Solo por tu amor                 | 01 - Tu partida (Huayño - Cacharpaya / Romulo Flores) 02 - Desilusión (Taquirari / Raúl Shaw Moreno) 03 - Al mirar tus ojos (Trote / Fernando Torrico Cabrera) 04 - Luz de mi camino (Chuntunqui / Fernando Torrico Cabrera) 05 - Cuando me vaya (Huayño / Fortunato Cervantes P. "Perú") 06 - Solo por tu amor (Albazo / DR Folk. Ecuador) 07 - Cruel destino (Kaluyo / DR Folk. Bolivia) 08 - Norma Ilusión (Chuntunqui / Raúl Muriel) 09 - Volveré (Tonada Tinku / Yuri Ortuño) 10 - Waka Kjati (Tonada Huayño / DR Folk. Bolivia) | Orlando Jiménez Tardio, Yuri Ortuño Leon, Raúl Muriel Hinojosa, Miguel Mengoa Montes de Oca, Eduardo Yañez Loayza     |  |
| 1989                      | Secreto Amor                     | 01 - Secreto Amor (Chuntunqui / Yuri Ortuño) 02 - Hay que salvar nuestro nido (Huayño / Yuri Ortuño) 03 - A que volviste (Saya Caporales / Yuri Ortuño-Raul Muriel) 04 - Tu abandono (Huayño / Severo Damian A. "Peru") 05 - Triste es el quererte (Cueca / Raúl Shaw Moreno) 06 - Infierno (Kaluyo / Yuri Ortuño) 07 - Kjocha Pampa (Tonada / Yuri Ortuño) 08 - Morenada central (Morenada / Yuri Ortuño-Raul Muriel) 09 - Como duele el corazón (Tonada Tinku / Yuri Ortuño) 10 - Regocijo (Aire de Cueca / Miguel Mengoa) | Orlando Jiménez Tardio, Yuri Ortuño Leon, Raúl Muriel Hinojosa, Miguel Mengoa Montes de Oca, Eduardo Yañez Loayza     |  |
| 1990                      | Aquella Noche                    | 01 - Aquella noche (Chuntunqui / Roberto Ternan) 02 - He de Sentir (Huayño / Yuri Ortuño) 03 - No puedo olvidarte (Saya Caporales / Miguel Mengoa) 04 - Anzaldo tierra querida (Huayño / Yuri Ortuño) 05 - Mundo violento (Bailecito / DR Folk. Bolivia) 06 - La Paz te quiero a mi modo (Huayño / Yuri Ortuño) 07 - Yo la quiero tanto (Tonada Tinku / Yuri Ortuño) 08 - Niña tierna (Chuntunqui / Jorge Cuba) 09 - Corazón mío (Huayño / Graciano Puente de la Vega "Peru") 10 - Al mirar tus ojos (Trote / Yuri Ortuño) | Orlando Jiménez Tardio, Yuri Ortuño Leon, Adolfo Rodriguez García, Miguel Mengoa Montes de Oca, Eduardo Yañez Loayza  |  |
| 1992                      | Buscando un nuevo cielo          | 01 - Waqaricuspa (Cueca / Laureano Rojas) 02 - Corazón enamorado (San Juanito / Segundo Gramal "Ecuador") 03 - Uru uru pampita (Huayño / Luzmila Carpio) 04 - Festifront (Cueca / Yuri Ortuño) 05 - Buscando un nuevo cielo (Trote / Yuri Ortuño) 06 - La separación (Chuntunqui / Yuri Ortuño) 07 - Decepción (Huayño / J. Romero) 08 - Cerca del amanecer (Cueca / Alberto Ruiz) 09 - Compañeray (Huayño Sicuri / Yuri Ortuño) 10 - Milagro de vida (Aire Cueca / Yuri Ortuño) 11 - Como te extraño (Chuntunqui / Miguel Mengoa) 12 - No mereces mi cariño (Pasacalle / Yuri Ortuño)                                                                                       | Orlando Jiménez Tardio, Yuri Ortuño Leon, Raúl Muriel Hinojosa, Miguel Mengoa Montes de Oca, Eduardo Yañez Loayza     |  |
| 1993                      | Te invito a soñar                | 01 - Amor sin libertad (Chuntunqui / Yuri Ortuño) 02 - Por qué será (Tonada / Ulises Hermosa Gonzales) 03 - Sambos de corazón (Saya Caporales / Yuri Ortuño) 04 - Así soy yo (Trote / Yuri Ortuño) 05 - No me digas adiós (Cueca / Yuri Ortuño-Eduardo Yañez) 06 - Volver al amor (Huayño / Yuri Ortuño) 07 - Te invito a soñar (Chuntunqui / Yuri Ortuño-Miguel Mengoa) 08 - Contigo soy feliz (Tonada / Ariel Villazon) 09 - Cuñado bandido (Huayño / Yuri Ortuño) 10 - Amor y dolor (Albazo / DR Folk. Ecuador) | Orlando Jiménez Tardio, Yuri Ortuño Leon, Raúl Muriel Hinojosa, Miguel Mengoa Montes de Oca, Ariel Villazón Torrico   |  |
| 1995                      | La Nueva Expresión del Folklore  | 01 - El tranvía del amor (Chuntunqui / Boris Flores) 02 - Par amarnos más (Tonada - Tinku / Boris Flores) 03 - Destino sin final (Tobas / Ariel Villazón) 04 - Tu ardiente fuego (Saya Caporales / Raúl Muriel-Miguel Mengoa) 05 - Desde hoy en adelante (Canción / Miguel Mengoa) 06 - El rayolero (Huayño / Ariel Villazón-Miguel Mengoa) 07 - Mi gran temor (Chuntunqui / Ariel Villazón) 08 - Niños sin amor (Huayño / Ariel Villazon-Boris Flores) 09 - Saya de color (Saya Caporales / Boris Flores) 10 - Como olvidarme de ti (Huayño / Miguel Mengoa) 11 - Moriré sin ti (Tonada / Ariel Villazón) 12 - Un pasajero en tu camino (Huayño / Victor Gil Mallma "Perú") | Orlando Jiménez Tardio, Raúl Muriel Hinojosa, Miguel Mengoa Montes de Oca, Ariel Villazón Torrico Boris Flores Crespo |  |
| 1998                      | No dirijas tu mirada hacia atrás | 01 - Por qué no hacer un mundo mejor (Tonada - Huayño) 02 - Tus mentiras (Huayño) 03 - Caporales San Miguel (Saya) 04 - Aún es tiempo de cambiar (Toba) 05 - Si tú vuelves (Taquirari) 06 - Entreverado (Huayño) 07 - Vuelve a mi (Tonada - Canción) 08 - La ñustita (Morenada) 09 - Recuerdos de un amor (Huayño peruano) 10 - La música calma mi dolor (Aire de trote) 11 - Para qué (Cueca) 12 - Ayudame a olvidarla (Polka) | Orlando Jiménez Tardio, Raúl Muriel Hinojosa, Ariel Villazón Torrico Boris Flores Crespo, Ramiro Taborga Cadime       |  |
| 2001                      | Sueños Perdidos (Instrumental)   | 01 - Buscando un sueño perdido (Motivo) 02 - Cara pintada (Toba) 03 - Al despertar (aquella noche) (Chuntunqui) 04 - Mi dulce karma (canción) 05 - Esfinge (Miscelania Andina) 06 - Metrópolis (Canción - Tonada) 07 - Kully (Trote) 08 - Dibujando tu timidez (Chuntunqui) 09 - Viaje sin retorno (Tonada - Tinku) 10 - Niños sin amor (Tonada - Canción) | |  |
| 2002                      | Toda una vida                    | 01 - Cuando me vaya (Huayño) 02 - La ñustita (Morenada) 03 - Secreto amor (Chuntunqui) 04 - Selección de kaluyos (Kaluyos) 05 - Tu abandono (Huayño Peruano) 06 - Destino sin final (Tobas) 07 - El rayolero (Huayño) 08 - Aquella noche (Chuntunqui) 09 - Paloma del alma mia (Pasacalle) 10 - Tranvía del amor (Chuntunqui) 11 - No vuelvo a amar (Huayño) 12 - A que volviste (Saya) 13 - Selección romántica (canciones) 14 - Cerca del amanecer (Cueca) 15 - Selección de San Juanitos (San Juanitos) 16 - Tu partida (Huayño) | |  |
| 2003                      | De corazón a corazón             | 01 - De corazón a corazón (canción) 02 - Tinku de los fieles (Tonada - Tinku) 03 - Jamás impedirás (Vals) 04 - El famoso Richy (Huayño) 05 - Volví a la vida (Tonada - canción) 06 - A la distancia (Huayño) 07 - Recuerdos queridos (Tonada Huayño) 08 - Dos extraños (Chuntunqui) 09 - Decídete (Saya) 10 - La Gringa (Morenada) 11 - Llévame (Aire Flamenco) 12 - Cara pintada (Tobas) 13 - La casa está sola (balada) | |  |
| 2004                      | Carnavaleando con Proyección     | 01 - Carnaval Valluno 02 - Selección de Huaynos a) Pañuelo blanco b) Las piedras de tu calle c) Los Borrachos d) El Negrero 03 - Carnaval del Valle 04 - Selección de Huaynos K'alampeados a) He venido, no he venido b) caripuyo Torrecito c) El famoso Richy d) Basta Corazón | |  |
| 2007                      | Trabajo Carajo                   | 01 - Tu me haces sufrir (Morenada) 02 - Selección de bailecitos: a) Tu eres mi luz b) El infiel c) La buena caja 03 - La vida (Chuntunqui) 04 - Mi perdición (Huayño) 05 - Trabajo...Carajo (Tonada Tinku) 06 - Vivencias (Huayño) 07 - Como se vive sin tu amor (Huayño) 08 - El amante aquel (Tonada Canción) 09 - Bailando Tobas (Toba) 10 - Música en mis oídos (Saya Canción) 11 - Niña tierna (Cueca) 12 - Orureño Si Señor (Morenada) 13 - Viva Bolivia (Saya Caporal) 14 - Vuelvo a mi Ecuador (San Juanito) | |  |
| 2013                      | Más Razones para seguir          | 01 - Duele Tanto (Aire Flamaneco) 02 - Es el amor (Taquirari) 03 - Mi Cándor (Canción Sicuri) 04 - El Sacrificado (Huayño) 05 - La fuerza de la Libertad (Tonada Tinku) 06 - La interesada (Morenada) 07 - Llegará (Tobas) 08 - Se Terminó (Saya-Caporal) 09 - El cacho (Huayño) 10 - Desde los Yungas (Afrosaya) 11 - Qué buenas curvas, Te pienso (Tonada Chapaca - Cueca) 12 - Volver a mi país (Tonada Tinku) 13 - Mataste mis sueños (chacarera) 14 - El diablo mayor, Miedoso Juancho (Diablada - Cacharpaya) | |  |
| 2019                      | Vuelve a volar                   | 01 - Falto el amor (Tonada canción) 02 - Por amarte una vez más (Huayno) 03 - A mi lado no vuelves más (Morenada) 04 - Vuelve a volar (Chuntunqui) 05 - Bendita madre tierra (Baile inca) 06 - Corazón sincero (Tonada Tinku) 07 - Con notas de dolor (Bolero) 08 - Mi linda pelada (Taquirari) 09 - Paceñita de mi vida (Kullawada) 10 - Volví al amor (K'antu) 11 - El último adiós (Huayño Proyección) 12 - La chispa de la vida (Caporal) 13 - Querido Papá (Morenada) | |  |